# Сулковский, Ян Непомуцен
Ян Непомуцен Сулковский (пол. Jan Nepomucen Sułkowski, 23 июня 1777, Варшава — 9 ноября 1832, замок Терезин) — польский аристократ, 5-й ординат на Бельско-Бяле (1812—1832).

## Биография
Представитель магнатского рода Сулковских герба Сулима. Младший сын польского генерал-лейтенанта и австрийского фельдмаршала князя Франтишека Сулковского (1733—1812) и Юдиты Марии Высоцкой. Внук Александра Юзефа Сулковского (1695—1762), 1-го ордината на Бельско-Бяле.
В 1812 году после смерти своего отца Франтишека Паола Сулковского Ян Непомуцен унаследовал Бельско-Бяльскую ординацию в Силезии.
5 января 1802 года князь Ян Сулковский самовольно оставил службу в австрийской армии и за нарушение присяги по приказу австрийского императора Франца II 1 мая 1803 года был заключен в замок Куфштайн. Бежал из темницы в город Пщину в Силезии, который принадлежал пруссакам. По требованию австрийского императора прусские власти арестовали князя Яна Сулковского, но отказались его выдавать в Австрию.
В 1807 году князь Ян Непомуцен Сулковский первым обратился к французскому императору Наполеону с прошением о создании гусарских полков из поляков. Сформировал 5-й и 13-й гусарские полки в Варшавском герцогстве.
6 апреля 1807 года в бою под Мысловицей польский отряд под командованием Яна Непомуцена Сулковского был разгромлен. В Севеже князь сформировал новый военный отряд, который насчитывал около 1200 добровольцев, в основном выходцев из шляхты Западной Галиции. Во главе созданного им отряда предпринял рейды на силезские города Имелин, Гливице, Миколув и Пщину, захватывая лошадей и провиант. Вскоре пруссаки разгромили отряд Сулковского.
В 1807-1824 годах князь Ян Непомуцен Сулковский являлся французским агентом. В 1809 году во время австро-французской войны пытался организовать шпионскую сеть в Тешинской Силезии. Неоднократно был арестован австрийскими властями за незаконную политическую деятельность.
Во время наполеоновских войн князь Ян Непомуцен Сулковский стал руководителем освободительного движения в Австрийской Силезии. Современники считали его предателем, а младший двоюродный брат, французский дивизионный генерал Антоний Павел Сулковский, — позором семьи.
В ноябре 1832 года князь Ян Непомуцен Сулковский скончался в австрийской темнице в замке Терезин.

## Семья и дети
16 декабря 1806 года Ян Непомуцен Сулковский в замке Мысловице женился на баронессе Людвике фон Лариш и Гросс-Нимсдорф (1786—1848), дочери барона Карла Лариша и Алозии Зборовской. Дети:
- Людвик Максимилиан Ян Антоний Сулковский (1807 — 24 октября 1811)
- Людвик Ян Непомуцен Сулковский (14 марта 1814 — 18 февраля 1879), 6-й ординат на Бельско-Бяле
- Максимилиан Ян Людвик Сулковский (6 апреля 1816 — 6 октября 1848)